# Southern League Cup 1941-1942
Navigation
Édition précédente Édition suivante
L'édition 1941-1942 de la Southern League Cup est la deuxième édition de cette compétition créée pendant la Seconde Guerre mondiale pour compenser l'arrêt des compétitions de la Scottish Football League.
Elle met aux prises les 16 clubs membres de la Southern League dans une compétition commençant par une phase de poules (4 groupes de 4, le club terminant premier se qualifiant pour la suite de la compétition) et se poursuivant par des matches à élimination directe sur terrain neutre, à partir des demi-finales.

## Phase de poules

### Groupe A
| Rang | Équipe       | Pts | J | G | N | P | Bp | Bc | Diff |
| ---- | ------------ | --- | - | - | - | - | -- | -- | ---- |
| 1    | Morton       | 9   | 6 | 4 | 1 | 1 | 14 | 11 | +3   |
| 2    | Saint Mirren | 6   | 6 | 2 | 2 | 2 | 14 | 13 | +1   |
| 3    | Dumbarton    | 5   | 6 | 2 | 1 | 3 | 14 | 19 | -5   |
| 4    | Falkirk      | 4   | 6 | 1 | 2 | 3 | 13 | 12 | +1   |

### Groupe B
| Rang | Équipe              | Pts | J | G | N | P | Bp | Bc | Diff |
| ---- | ------------------- | --- | - | - | - | - | -- | -- | ---- |
| 1    | Celtic              | 10  | 6 | 5 | 0 | 1 | 15 | 7  | +8   |
| 2    | Hibernian           | 6   | 6 | 3 | 0 | 3 | 9  | 10 | -1   |
| 3    | Hamilton Academical | 5   | 6 | 2 | 1 | 3 | 8  | 8  | 0    |
| 4    | Queen's Park        | 3   | 6 | 1 | 1 | 4 | 7  | 14 | -7   |

### Groupe C
| Rang | Équipe          | Pts | J | G | N | P | Bp | Bc | Diff |
| ---- | --------------- | --- | - | - | - | - | -- | -- | ---- |
| 1    | Partick Thistle | 10  | 6 | 4 | 2 | 0 | 16 | 9  | +7   |
| 2    | Clyde           | 6   | 6 | 2 | 2 | 2 | 16 | 13 | +3   |
| 3    | Airdrieonians   | 4   | 6 | 1 | 2 | 3 | 11 | 13 | -2   |
| 4    | Albion Rovers   | 4   | 6 | 1 | 2 | 3 | 12 | 20 | -8   |

### Groupe D
| Rang | Équipe              | Pts | J | G | N | P | Bp | Bc | Diff |
| ---- | ------------------- | --- | - | - | - | - | -- | -- | ---- |
| 1    | Rangers             | 12  | 6 | 6 | 0 | 0 | 20 | 3  | +17  |
| 2    | Heart of Midlothian | 8   | 6 | 4 | 0 | 2 | 17 | 10 | +7   |
| 3    | Motherwell          | 4   | 6 | 2 | 0 | 4 | 7  | 15 | -8   |
| 4    | Third Lanark        | 0   | 6 | 0 | 0 | 6 | 7  | 21 | -14  |

## Phase à élimination directe

### Demi-finales
| Équipe 1 | Score                      | Équipe 2        | Stade                 |
| -------- | -------------------------- | --------------- | --------------------- |
| Morton   | 1 – 1 1 – 0 (match rejoué) | Partick Thistle | Ibrox Park, Glasgow   |
| Rangers  | 2 – 0                      | Celtic          | Hampden Park, Glasgow |

### Finale
| Date       | Équipe 1 | Score | Équipe 2 | Stade                 |
| ---------- | -------- | ----- | -------- | --------------------- |
| 9 mai 1942 | Rangers  | 1 – 0 | Morton   | Hampden Park, Glasgow |